# Austin Abrams
Austin Abrams (Sarasota, 2 de septiembre de 1996) es un actor estadounidense, conocido por interpretar a Ron Anderson en la famosa serie The Walking Dead, a Aaron en la película The Kings of Summer (2013), a Ben Starling en Ciudades de papel, al novio de Revancha Ya y a Dash en Dash y Lily.

## Biografía
Austin Abrams nació en Sarasota, donde se inició en el arte dramático a la edad de cinco años, tras asistir a un campamento de verano. Durante su infancia siguió recibiendo clases de interpretación y participó en varias obras teatrales locales.
En 2011 participó en su primera película, Al límite,  dirigida por Ernie Barbarash y protagonizada por Cuba Gooding Jr. y Neal McDonough. Durante los años siguientes interpretó pequeños papeles en las películas Jewtopia y Gangster squad, así como en la versión estadounidense de la serie de televisión británica The inbetweeners, emitida por el canal MTV. También participó en la producción independiente The kings of summer y en las series de televisión Shameless y Silicon valley. 
En 2015 formó parte del elenco principal de la adaptación cinematográfica de la novela de John Green Ciudades de papel.
En 2020 fue parte de la película Chemical Hearts, basada en la novela de Krystal Sutherland, bajo la producción de su cointérprete Lili Reinhart. 
Además, fue el protagonista de la serie de Netflx Dash & Lily.
- 2024. Participa en el elenco del film dirigido por Jon Watts "Lobos" (Wolfs)

## Filmografía

### Cine
| Año  | Título                                         | Personaje            |
| ---- | ---------------------------------------------- | -------------------- |
| 2011 | Ticking Clock                                  | James                |
| 2012 | Jewtopia                                       | Adam Lipschitz joven |
| 2013 | Gangster Squad                                 | Pete                 |
| 2013 | The Kings of Summer                            | Aaron                |
| 2015 | Ciudades de papel                              | Ben Starling         |
| 2015 | Medicine Men                                   | Colt Rossdale        |
| 2015 | Grass Stains                                   | Hunter Gorski        |
| 2015 | Sacrifice                                      | Tim                  |
| 2017 | Brad's Status                                  | Troy Sloan           |
| 2017 | We Don't Belong Here                           | Davey                |
| 2017 | All Summers End                                | Hunter Gorski        |
| 2018 | Dude                                           | James                |
| 2018 | Puzzle                                         | Gabe                 |
| 2019 | Historias de miedo para contar en la oscuridad | Tommy Milner         |
| 2020 | Chemical Hearts                                | Henry Page           |
| 2022 | Do revenge                                     | Max                  |
| 2023 | The Starling Girl                              | Pastor Taylor        |
| 2024 | Wolfs                                          | Kid                  |

### Televisión
| Año       | Título           | Personaje          | Notas                                          |
| --------- | ---------------- | ------------------ | ---------------------------------------------- |
| 2012      | The Inbetweeners | Todd Cooper        | 5 episodios                                    |
| 2014      | Shameless        | Henry McNally      | Temporada 4, episodio "Emily"                  |
| 2014      | Silicon Valley   | Kevin "The Carver" | Temporada 1, episodio "Third Party Insourcing" |
| 2015-2016 | The Walking Dead | Ron Anderson       | Temporadas 5-6, 9 episodios                    |
| 2019      | Euphoria         | Ethan              |                                                |
| 2019      | This Is Us       | Mark               |                                                |
| 2020      | Dash & Lily      | Dash               | Temporada 1, 8 episodios                       |